# Kapronczai Nyerges Ádám
Kapronczai Nyerges Ádám (Marosvásárhely, 1744 – Marosvásárhely, 1786. július 17.) nyomdász és betűmetsző. Az egyike volt kora legügyesebb betűmetszőinek. Arab és örmény betűi különösen kiváltak finom és egyenletes metszésükkel.

## Életpályája
Iskolai tanulmányait Nagyenyeden végezte, a könyvnyomdászatot és betümetszést pedig Kolozsvárt tanulta. 1772-ben Bécsbe ment. Itt három esztendeig dolgozott, majd visszament Kolozsvárra, ahol átvette a református kollégium nyomdájának vezetését. 1785-ben Marosvásárhelyen nyitott nyomdát. Nem sokkal később Marosvásárhelyen hunyt el.